# Rotes Rathaus
Rotes Rathaus (Röda rådhuset) eller Berliner Rathaus är en byggnad vid Alexanderplatz öster om ön Spreeinsel i floden Spree i stadsdelen Mitte i centrala Berlin. Rådhuset är säte för Berlins regerande borgmästare och senat, som är regeringschef respektive regering i den tyska delstaten Berlin. Namnet på byggnaden kommer från de röda tegelstenarna på husets fasad.

## Historia
Rådhuset uppfördes mellan 1861 och 1869 och arkitekten var Hermann Friedrich Waesemann. På platsen fanns förut ett antal hus som delvis härstammade från medeltiden, bland dessa Berlins medeltida rådhus. Rotes Rathaus upptar ett helt kvarter mellan Alexanderplatz och Molkenmarkt. 
Efter att staden delades efter andra världskriget var Rotes Rathaus säte för Östberlins stadsförvaltning, magistraten. Västberlins stadsförvaltning fanns i Rathaus Schöneberg. Återföreningen av de bägge förvaltningarna skedde 1991.

## Bildgalleri

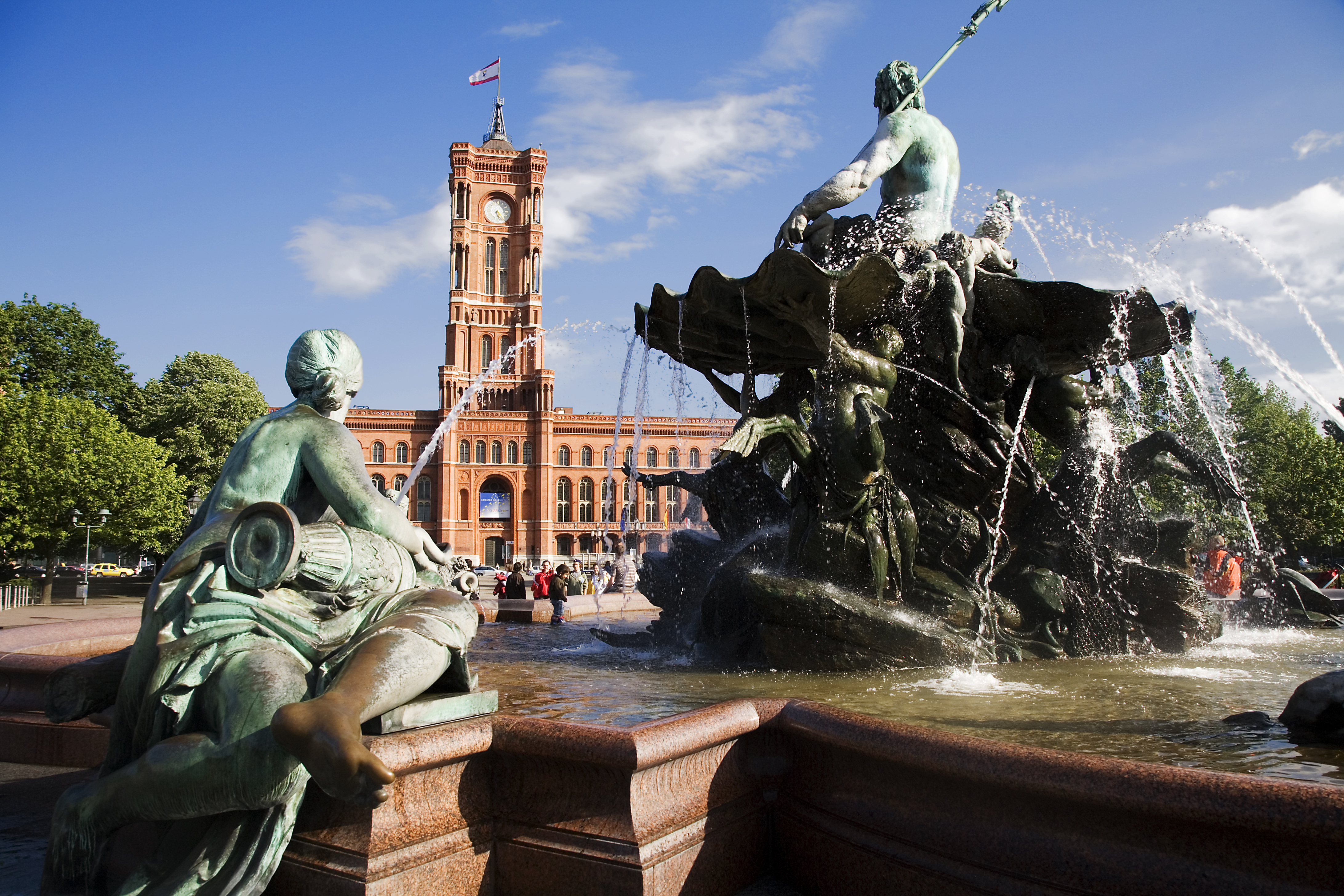
Rotes Rathaus med Neptunbrunnen
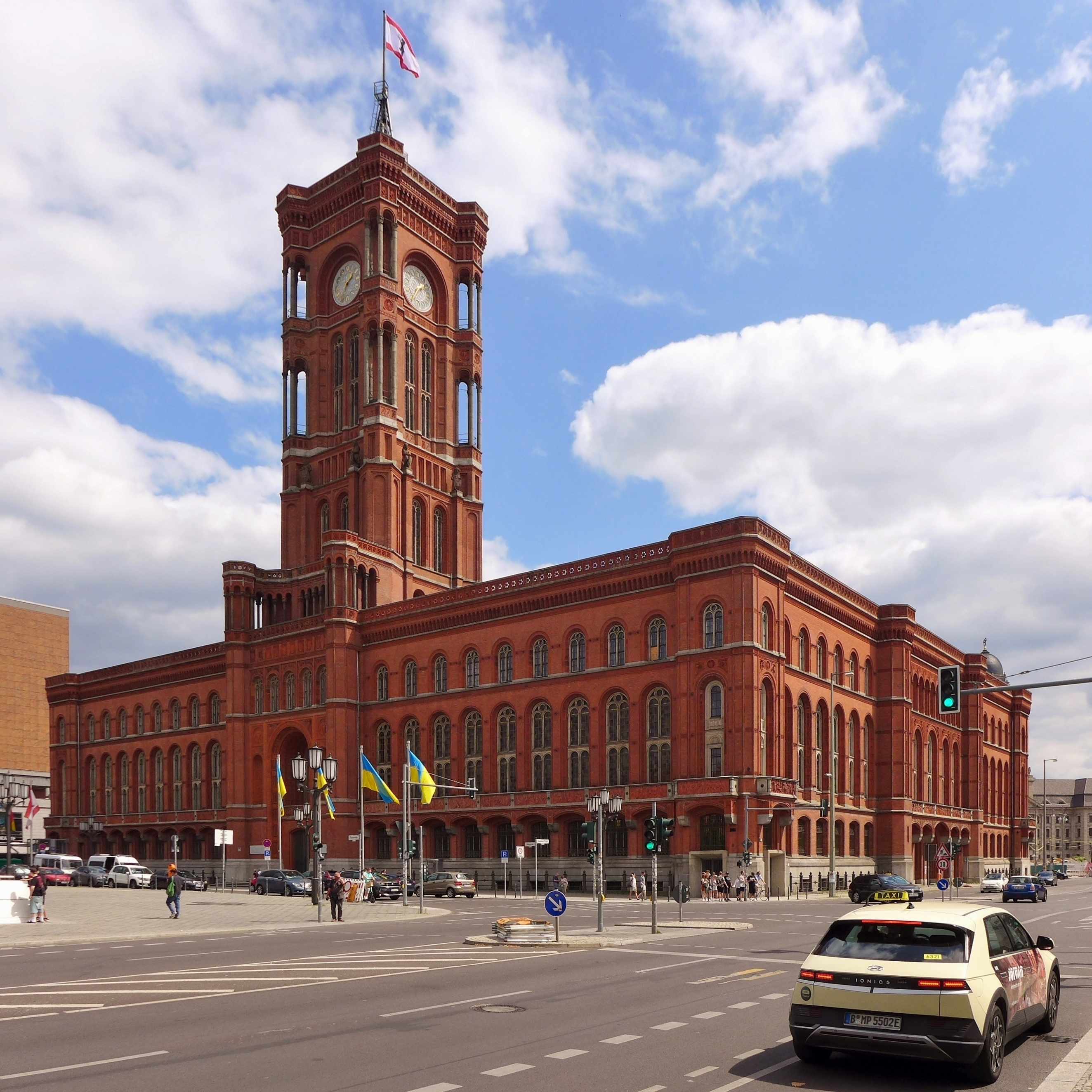
Rotes Rathaus
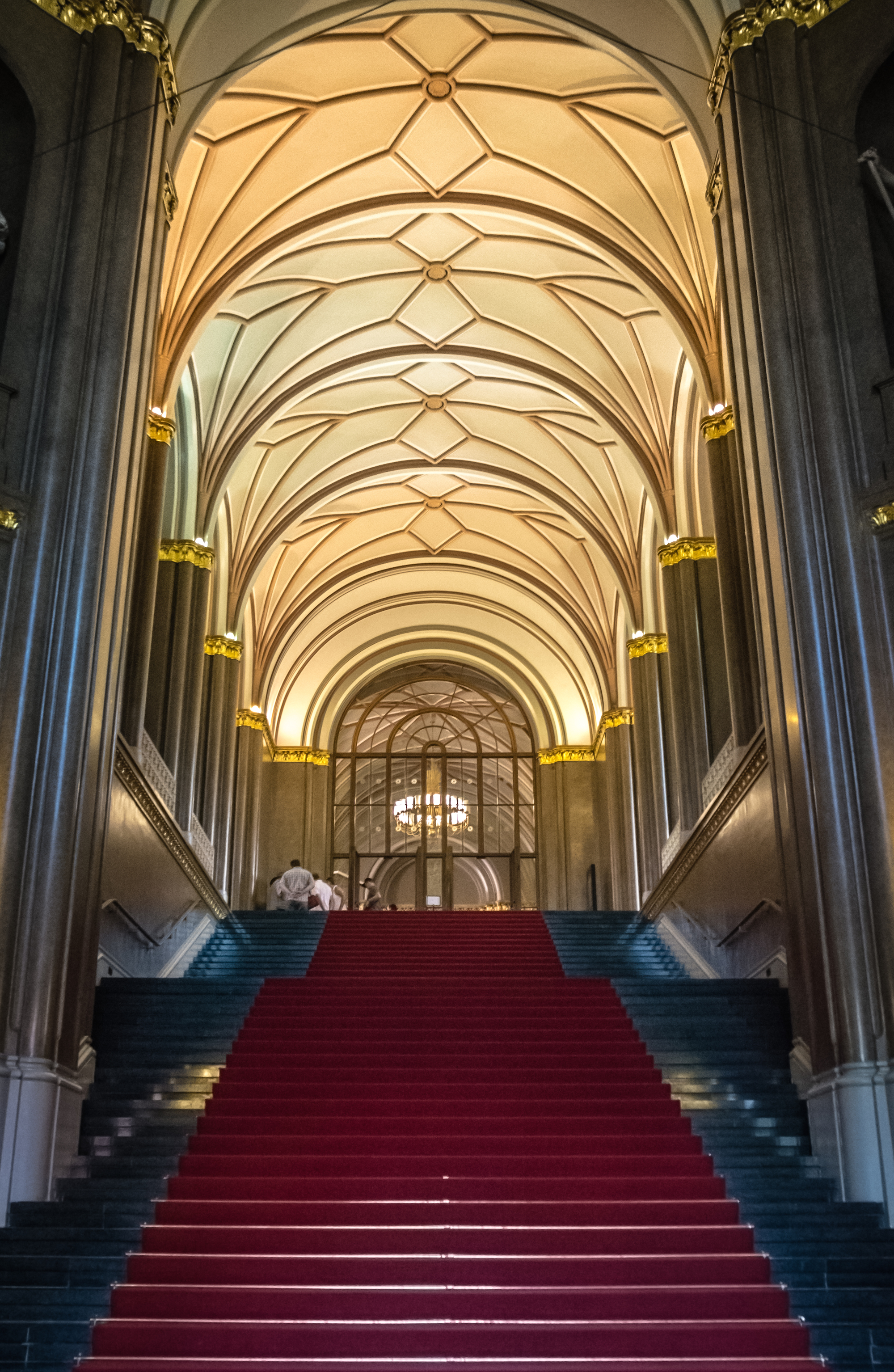
Entrén